# Aloha (salutació)

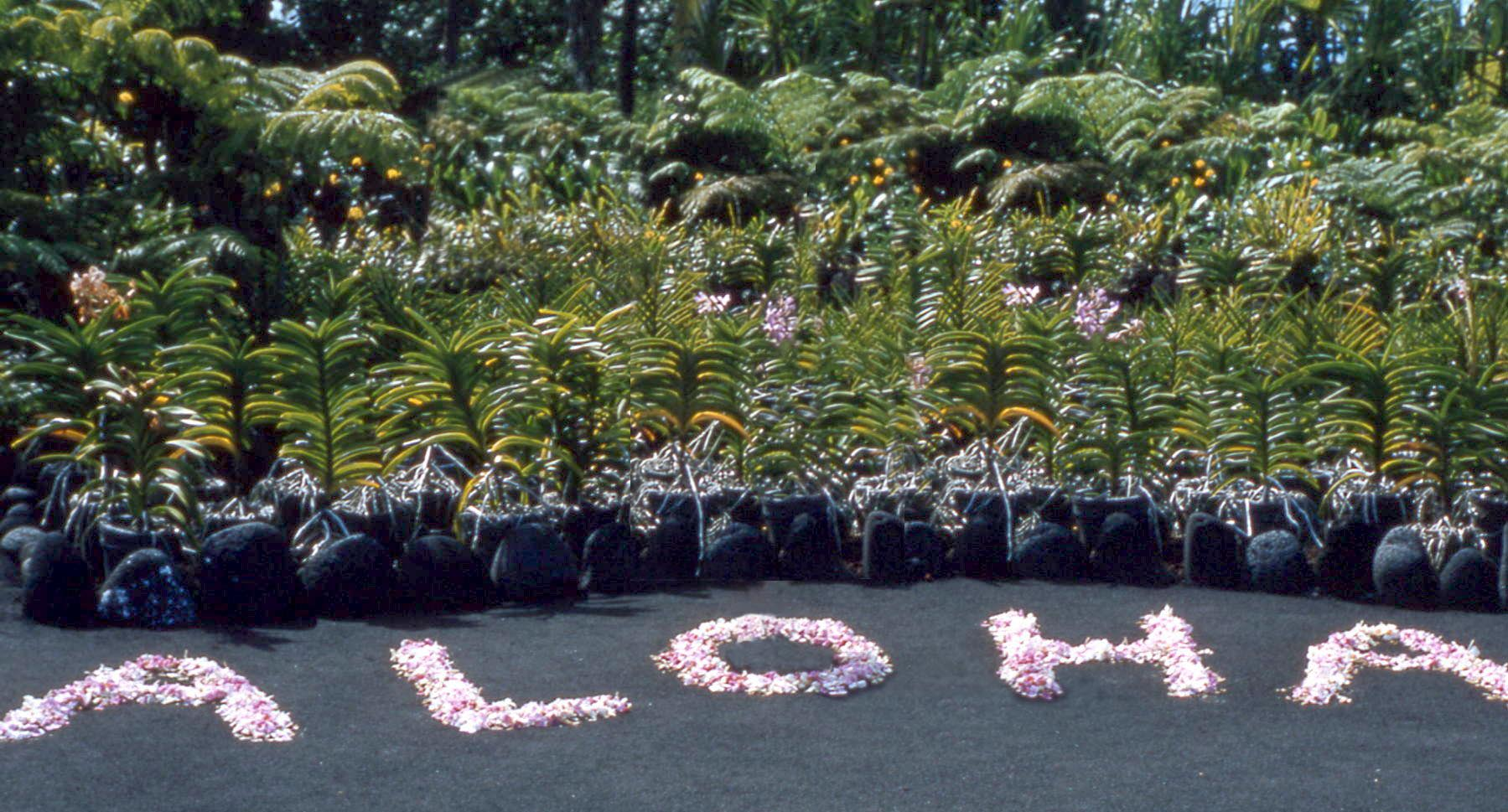
Flors disposades per fer la paraula aloha

Aloha és una paraula hawaiana utilitzada per a saludar i beneir els visitants, que es podria traduir aproximadament com a amor, afecte, pau, compassió i misericòrdia. Encara que s'utilitza habitualment com a salutació senzilla té un profund significat cultural i espiritual per als nadius hawaians.
És una salutació d'amor i compassió; també significa "estar en presència de la divinitat" o en presència de (alo) el "alè diví de la vida" (ha).

## Esperit aloha

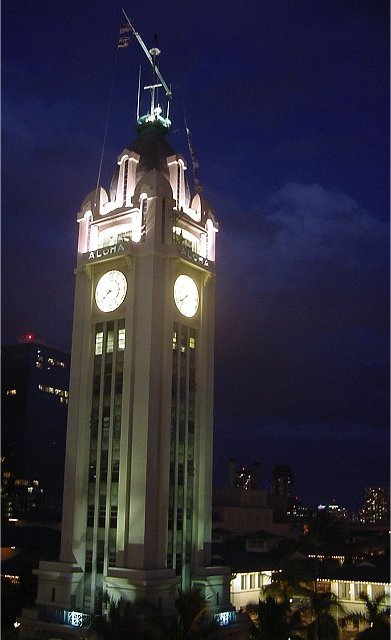
L'esperit Aloha va inspirar el nom de l'Aloha Tower, construïda al port de Honolulu el 1926

Des de mitjan segle xix, també ha arribat a ser utilitzat com una salutació en l'idioma anglès, per dir adeu i hola. "Aloha", també es fa servir com a sobrenom de l'estat de Hawaii, que es coneix com l'"Estat Aloha".
La cultura de Hawaii defineix com «Esperit Aloha» la motivació que s'expressa a través de l'alegria, la cortesia, la simpatia i raonabilitat, i no obviant altres aspectes com serenitat, sensualitat i un sa orgull. En la seva tradició, es considera que la motivació aloha cura l'esperit i el cos i contagia felicitat.

## Etimologia
Els orígens de la paraula hawaiana aloha no estan clars. La paraula es remunta als orígens de Hawai a Kahiki (la pàtria) i encara més. La paraula es troba en totes les llengües polinèsies i sempre amb el mateix significat bàsic equivalent a: amor, compassió, simpatia i bondat tot i que l'ús a Hawaii té una gravetat que no té els significats tahitià i samoà. Els seus inicis es poden veure en la definició Maori com "amor de la família". Mary Kawena Pukui va escriure que la "primera expressió" d'aloha era entre pares i fills. La paraula s'ha convertit en una part del vocabulari anglès amb un ús incorrecte. El terme és ara part del vocabulari anglès. El Oxford English Dictionary va definir la paraula com a "salutació" com "benvinguda" i "acomiadament" usant una sèrie d'exemples que es remunten fins al 1798 i finalment al 1978, quan es va definir com a substitut de benvinguda. L'ús modern i comú posa de manifest l'apropiació de la llengua hawaiana i la despossessió cultural dels nadius hawaians.
Lorrin Andrews va escriure el primer diccionari hawaià, anomenat diccionari AA dictionary of the Hawaiian language. En ell descriu aloha com "Una paraula que expressa sentiments diferents: amor, afecte, gratitud, bondat, pietat, compassió, pena, la salutació comuna moderna a la reunió, parting". Mary Kawena Pukui i Samuel Hoyt El Diccionari hawaià d'Elbert: hawaià-anglès, anglès-hawaià també conté una definició similar. L'ús modern com a salutació disminueix els termes del significat original i la redueix a l'expressió més superficial dels bons desitjos. L'antropòleg Francis Newton afirma que "Aloha és un sentiment complex i profund. Aquestes emocions desafien la definició".
Els hawaians creuen que el concepte és únic, sense equivalent en anglès o altres llengües.